# Partido Ecologista Radical Intransigente
El Partido Ecologista Radical Intransigente, comúnmente conocido como Partido Ecologista o por sus siglas PERI, es un partido político de carácter ecologista del Uruguay. Centra su accionar en preservar la ecología y la política verde.

## Generalidades
Fundado en 2013, este espacio está formado por exfrenteamplistas e independientes. Se trata de un partido de carácter ecologista, cuyo programa pone énfasis en la preservación de los recursos naturales y en la inconveniencia de la minería a cielo abierto. Se manifiesta críticamente sobre el proyecto Aratirí y sobre los cultivos transgénicos, pidiendo mayores controles para las fabricantes de celulosa que operan en el país.
En las elecciones internas de junio de 2014, se presentó bajo la lista 1330, llevando como precandidato presidencial al ingeniero agrónomo César Vega. Obtuvo entonces 1.596 votos en el escrutinio definitivo, lo que habilitó a dicho Partido a participar en las elecciones presidenciales de octubre.
En 2014 su representante César Vega participó y fue aplaudido en el paraninfo de la Universidad de la República en el debate sobre megaminería a cielo abierto, donde entre otros temas recordó al fundador del primer partido ecologista de Uruguay, profesor, médico y escritor uruguayo Rodolfo Tálice.
Cuentan con una audición radial matutina en Radio Fénix, La voz del agro.

## Participaciones electorales

### Elecciones de 2014
Las elecciones internas de Uruguay del año 2014 que se celebraron el domingo 1 de junio, el Partido Ecologista Radical Intransigente obtuvo 1.596 votos.
Uno de sus objetivos para la campaña en octubre de 2014, era poner énfasis en instalar la agenda ambiental y ecológica en el Parlamento Uruguayo.
En un escrutinio final de la Corte Electoral de Uruguay, el PERI obtuvo 17.835 votos (con el total de los circuitos escrutados). Con apenas un año desde su formación, casi le alcanzaron los votos para acceder a una banca en Diputados en 2014. 

“No somos de izquierda ni de derecha, somos de abajo, de la tierra”.
César Vega, junio de 2014.

### Elecciones de 2019
En un escrutinio final de la Corte Electoral de Uruguay, Vega fue elegido diputado por el PERI pues obtuvo 33.461 votos (con el total de los circuitos escrutados).

### Elecciones 2024
Habiendo superado en 2019 a partidos como el Partido Independiente y el Partido de la Gente, Vega manifestó tener buenas expectativas ante las elecciones de 2024 y siendo nuevamente su candidato. Sin embargo, en las elecciones internas, sin competencia interna, el PERI cosechó 877 votos, lo que significó una gran reducción frente a la elección interna de 2019, donde el PERI obtuvo 2604 sufragios. Asimismo, para el domingo 11 el PERI también había convocado a su Convención Nacional, pero tampoco pudo reunir la cantidad mínima de convencionales. Una semana más tarde, el día domingo 18, reunió nuevamente la Convención y se pudo elegir a Sergio Billiris como candidato a la vicepresidencia.En esta elección el PERI perdió dos tercios de los votos anteriormente conseguidos, posicionándose séptimo y perdiendo su única banca.

## Galería

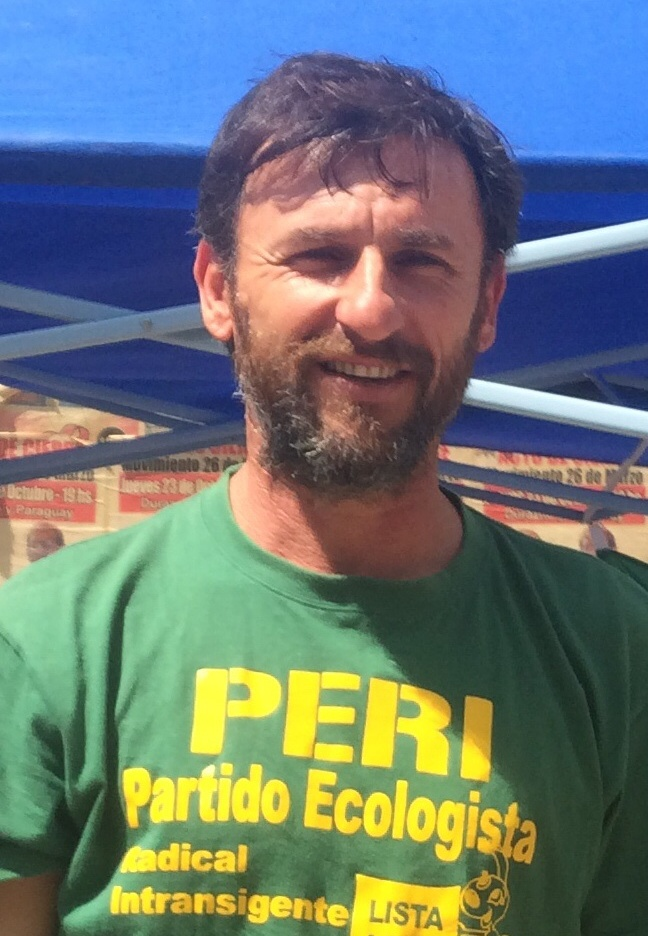
César Vega en 2014
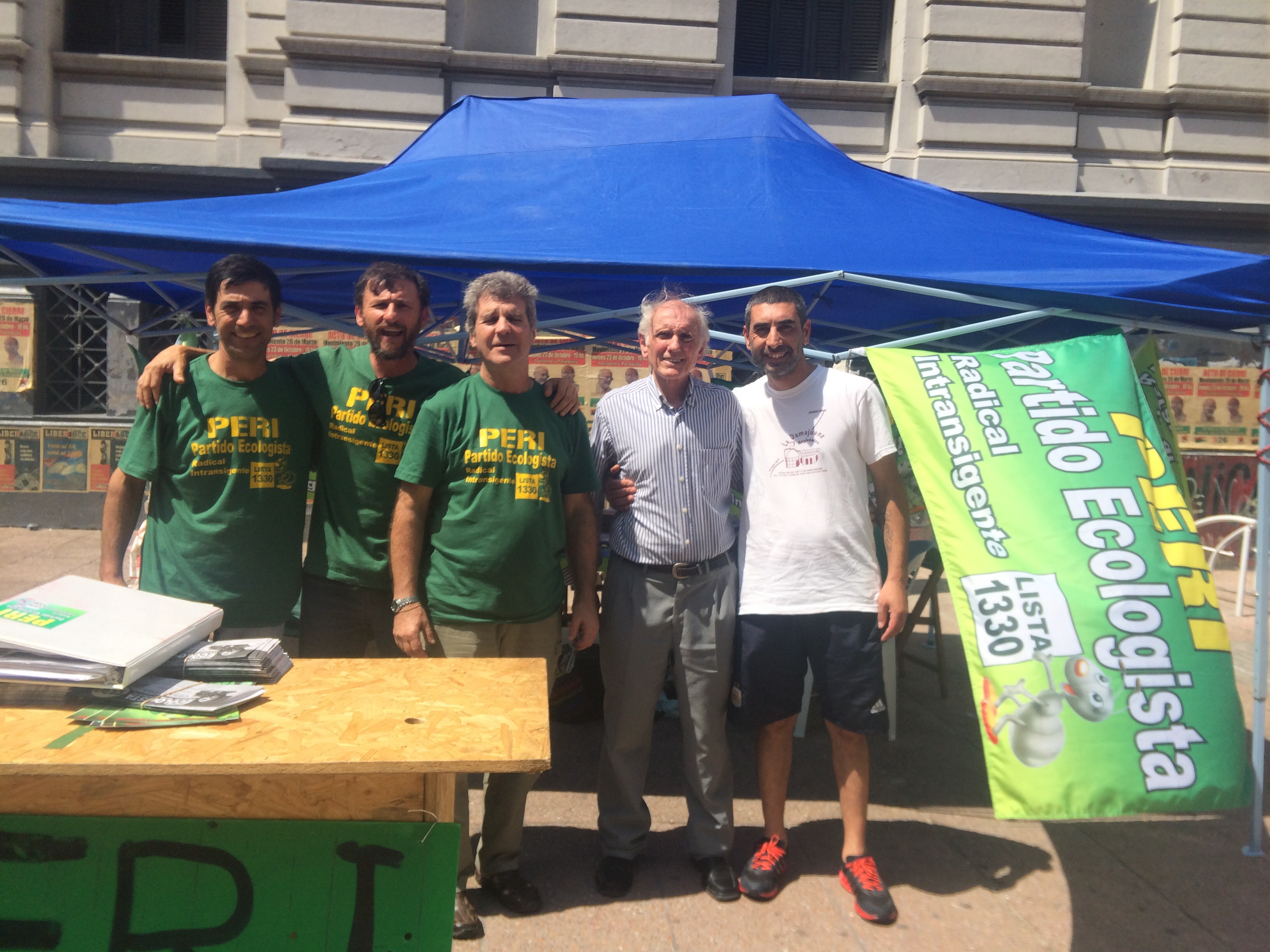
Richard Álvarez, César Vega, Sergio Billirís, Edén Aramburu y Martín Álvarez en 2014.